# 高橋樹也
高橋 樹也（たかはし みきや、1997年6月21日 - ）は、岩手県花巻市出身の元プロ野球選手（投手）。左投左打。プロサッカー選手で鹿児島ユナイテッドFCの藤村慶太は従兄弟にあたる。

## 経歴

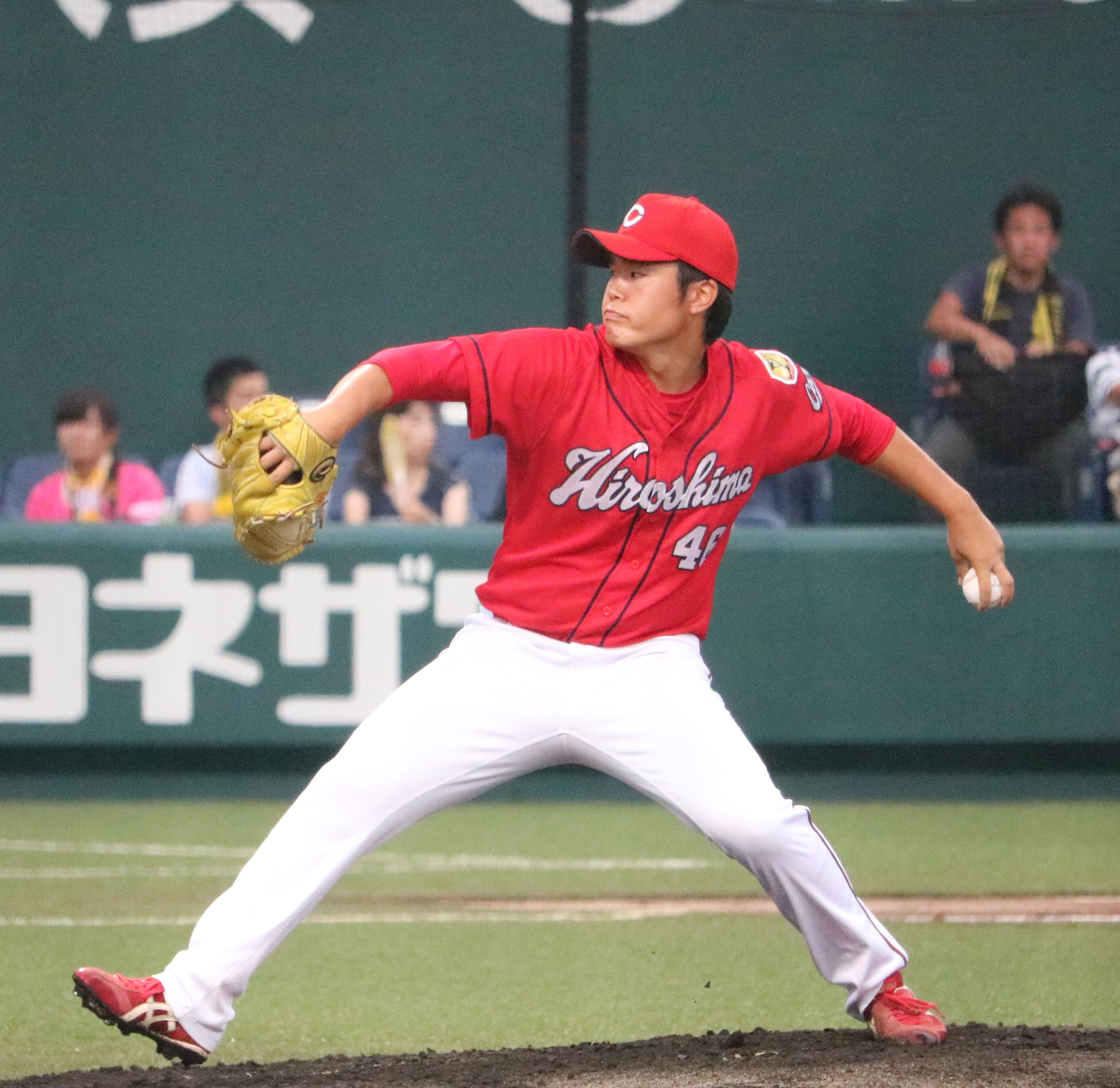
投球フォーム(2017/7/28　ウエスタンリーグ)

### プロ入り前
小学校（花巻市立笹間第一小学校）から笹間一スポーツ少年団（軟式野球）で野球を始める。花巻市立西南中学校卒。
花巻東高等学校では1年秋からベンチ入り。3年夏に岩手大会決勝戦で13回190球を投げ、第97回全国高等学校野球選手権大会出場に貢献。初戦の専大松戸高校戦では2失点で完投勝利。3回戦では仙台育英高校と対戦し、1失点を喫し敗退した。U18ワールドカップにも出場し、中継ぎとして3試合に登板。6回を投げ無失点で準優勝に貢献した。
2015年10月22日に行われたドラフト会議で広島東洋カープから3位指名を受け、11月7日に契約金5000万円、年俸540万円で契約合意した（金額は推定）。背番号は46。

### プロ入り後
2017年は、4月30日の横浜DeNAベイスターズ戦でプロ初登板を果たし、筒香嘉智から三振を奪った。8月4日の横浜DeNAベイスターズ戦ではプロ初先発としてマウンドに上がったが、4回7安打8失点（自責3）で降板し、敗戦投手となった。
2021年は自己最多の27試合に登板して防御率1.37の成績を残した。しかし、2022年はコンディション不良により、春季キャンプからリハビリ組で過ごす。左肘痛と右膝痛の影響で、実戦登板のないままシーズンを終えた。右膝は手術により走れる状態まで治ったものの、左肘の状態は戻らず、10月4日に球団より戦力外通告を受けた。

### 現役引退後
2022年11月8日に楽天生命パーク宮城で行われた12球団合同トライアウトに参加するも、NPB球団への復帰は叶わず、2023年1月19日、現役引退と、東北楽天ゴールデンイーグルスの打撃投手への就任が発表された。

## 選手としての特徴
球速は最速146キロ。スカウトからは「高校生離れの投球術があり、試合をつくれる」と評されている。

## 詳細情報

### 年度別投手成績
| 年 度     | 球 団     | 登 板 | 先 発 | 完 投 | 完 封 | 無 四 球 | 勝 利 | 敗 戦 | セ 丨 ブ | ホ 丨 ル ド | 勝 率 | 打 者 | 投 球 回 | 被 安 打 | 被 本 塁 打 | 与 四 球 | 敬 遠 | 与 死 球 | 奪 三 振 | 暴 投 | ボ 丨 ク | 失 点 | 自 責 点 | 防 御 率 | W H I P |
| --------- | --------- | ----- | ----- | ----- | ----- | -------- | ----- | ----- | -------- | ----------- | ----- | ----- | -------- | -------- | ----------- | -------- | ----- | -------- | -------- | ----- | -------- | ----- | -------- | -------- | ------- |
| 2017      | 広島      | 10    | 1     | 0     | 0     | 0        | 0     | 2     | 0        | 0           | .000  | 67    | 14.0     | 18       | 1           | 6        | 0     | 0        | 9        | 0     | 0        | 15    | 10       | 6.43     | 1.71    |
| 2018      | 広島      | 9     | 2     | 0     | 0     | 0        | 0     | 0     | 1        | 1           | ----  | 102   | 21.1     | 31       | 4           | 7        | 1     | 1        | 17       | 0     | 0        | 16    | 14       | 5.91     | 1.78    |
| 2020      | 広島      | 18    | 0     | 0     | 0     | 0        | 0     | 0     | 0        | 0           | ----  | 94    | 18.2     | 31       | 3           | 8        | 0     | 1        | 15       | 1     | 0        | 18    | 17       | 8.20     | 2.09    |
| 2021      | 広島      | 27    | 0     | 0     | 0     | 0        | 0     | 0     | 0        | 0           | ----  | 108   | 26.1     | 20       | 3           | 10       | 0     | 1        | 16       | 1     | 0        | 10    | 4        | 1.37     | 1.14    |
| 通算：4年 | 通算：4年 | 64    | 3     | 0     | 0     | 0        | 0     | 2     | 1        | 1           | .000  | 371   | 80.1     | 100      | 11          | 31       | 1     | 3        | 57       | 2     | 0        | 59    | 45       | 5.04     | 1.63    |

### 年度別守備成績
| 年 度 | 球 団 | 投手  | 投手  | 投手  | 投手  | 投手  | 投手     |
| 年 度 | 球 団 | 試 合 | 刺 殺 | 補 殺 | 失 策 | 併 殺 | 守 備 率 |
| ----- | ----- | ----- | ----- | ----- | ----- | ----- | -------- |
| 2017  | 広島  | 10    | 2     | 2     | 0     | 0     | 1.000    |
| 2018  | 広島  | 9     | 0     | 4     | 0     | 1     | 1.000    |
| 2020  | 広島  | 18    | 1     | 1     | 0     | 1     | 1.000    |
| 2021  | 広島  | 27    | 2     | 4     | 0     | 1     | 1.000    |
| 通算  | 通算  | 64    | 5     | 11    | 0     | 3     | 1.000    |

### 記録
初記録
投手記録
- 初登板：2017年4月30日、対横浜DeNAベイスターズ6回戦（横浜スタジアム）、8回裏に6番手で救援登板、1/3回無失点
- 初奪三振：同上、8回裏に筒香嘉智から空振り三振
- 初先発：2017年8月4日、対横浜DeNAベイスターズ15回戦（横浜スタジアム）、4回8失点で敗戦投手
- 初セーブ：2018年8月5日、対横浜DeNAベイスターズ16回戦（横浜スタジアム）、10回裏に7番手で救援登板、1回無失点
- 初ホールド：2018年8月8日、対中日ドラゴンズ17回戦（MAZDA Zoom-Zoom スタジアム広島）、5回表に2番手で救援登板、2回無失点

打撃記録
- 初打席：2017年8月4日、対横浜DeNAベイスターズ15回戦（横浜スタジアム）、2回表に石田健大から一ゴロ

### 背番号
- 46（2016年 - 2022年）
- 116（2023年 - ）

### 登場曲
- 「君に捧げる応援歌」HIPPY（2017年 - 2022年）